# 스칼라 퍼텐셜

벡터장 (오른쪽) 및 해당 스칼라 퍼텐셜 (왼쪽)

수리물리학에서 스칼라 퍼텐셜(영어: Scalar potential)은 두 다른 위치에 있는 물체의 위치 에너지의 차이가 물체가 한 위치에서 다른 위치로 이동하는 경로에 의존하지 않고 오직 위치에만 의존하는 상황을 설명한다. 이는 3차원 공간의 스칼라장으로, 방향이 없는 값(스칼라)이며 그 위치에만 의존한다. 익숙한 예로는 중력에 의한 위치 에너지가 있다.
스칼라 퍼텐셜은 벡터 미적분학 및 물리학에서 기본적인 개념이다(벡터 퍼텐셜과 혼동할 위험이 없는 경우 형용사 '스칼라'는 종종 생략된다). 스칼라 퍼텐셜은 스칼라장의 한 예이다. 벡터장 F가 주어졌을 때, 스칼라 퍼텐셜 P는 다음과 같이 정의된다:
{\displaystyle \mathbf {F} =-\nabla P=-\left({\frac {\partial P}{\partial x}},{\frac {\partial P}{\partial y}},{\frac {\partial P}{\partial z}}\right),}
여기서 ∇P는 P의 기울기이고 방정식의 두 번째 부분은 데카르트 좌표 x, y, z 함수의 기울기의 마이너스 값이다. 어떤 경우에 수학자들은 퍼텐셜을 정의하기 위해 기울기 앞에 양의 부호를 사용할 수 있다. 기울기에 따른 P의 이러한 정의 때문에, 어떤 지점에서 F의 방향은 그 지점에서 P의 가장 가파른 감소 방향이며, 그 크기는 단위 길이당 감소율이다.
F가 스칼라 퍼텐셜만으로 설명되려면 다음 동등한 진술 중 하나가 참이어야 한다:
1. {\displaystyle -\int _{a}^{b}\mathbf {F} \cdot d\mathbf {l} =P(\mathbf {b} )-P(\mathbf {a} ),} 여기서 적분은 위치 a에서 위치 b로 통과하는 조르당 호에 걸쳐 있으며 P(b)는 위치 b에서 평가된 P이다.
2. {\displaystyle \oint \mathbf {F} \cdot d\mathbf {l} =0,} 여기서 적분은 조르당 곡선이라고도 알려진 모든 단순 폐쇄 경로에 걸쳐 있다.
3. {\displaystyle {\nabla }\times {\mathbf {F} }=0.}

이 조건들 중 첫 번째는 기울기의 기본 정리를 나타내며 미분 가능한 일가 스칼라장 P의 기울기인 모든 벡터장에 대해 참이다. 두 번째 조건은 F가 스칼라 함수의 기울기로 표현될 수 있도록 하기 위한 F의 요구 사항이다. 세 번째 조건은 회전의 기본 정리를 사용하여 F의 회전을 통해 두 번째 조건을 다시 표현한다. 이 조건을 만족하는 벡터장 F는 비회전적 (보존적)이라고 한다.

인 질량 증가의 중력 퍼텐셜 우물

스칼라 퍼텐셜은 물리학 및 공학의 여러 분야에서 중요한 역할을 한다. 중력 퍼텐셜은 단위 질량당 중력 또는 등가적으로 위치 함수로서 장에 의한 가속도와 관련된 스칼라 퍼텐셜이다. 중력 퍼텐셜은 단위 질량당 중력 퍼텐셜 에너지이다. 정전기학에서 전위는 전기장, 즉 단위 전하당 정전기력과 관련된 스칼라 퍼텐셜이다. 이 경우 전위는 단위 전하당 정전기 퍼텐셜 에너지이다. 유체동역학에서 비회전 층류장은 라플라시안장인 특수한 경우에만 스칼라 퍼텐셜을 갖는다. 핵력의 특정 측면은 유카와 퍼텐셜로 설명될 수 있다. 퍼텐셜은 라그랑주 및 해밀턴 고전역학 공식에서 중요한 역할을 한다. 또한 스칼라 퍼텐셜은 양자역학의 기본 양이다.
모든 벡터장이 스칼라 퍼텐셜을 갖는 것은 아니다. 스칼라 퍼텐셜을 갖는 벡터장은 보존적이라고 불리며, 물리학에서 보존력의 개념에 해당한다. 비보존력의 예로는 마찰력, 자기력, 그리고 유체 역학에서 솔레노이드장 속도장이 있다. 그러나 헬름홀츠 분해 정리에 따라 모든 벡터장은 스칼라 퍼텐셜과 해당 벡터 퍼텐셜로 설명될 수 있다. 전자기학에서 전자기 스칼라 및 벡터 퍼텐셜은 함께 전자기 퍼텐셜로 알려져 있다.

## 적분 가능 조건
만약 F가 보존벡터장이고 (비회전성, 회전-자유, 또는 퍼텐셜이라고도 함), 그 성분들이 연속적인 편미분을 가진다면, 기준점 r0에 대한 F의 퍼텐셜은 선적분으로 다음과 같이 정의된다:
{\displaystyle V(\mathbf {r} )=-\int _{C}\mathbf {F} (\mathbf {r} )\cdot \,d\mathbf {r} =-\int _{a}^{b}\mathbf {F} (\mathbf {r} (t))\cdot \mathbf {r} '(t)\,dt,}
여기서 C는 r0에서 r까지의 매개화된 경로이며,
{\displaystyle \mathbf {r} (t),a\leq t\leq b,\mathbf {r} (a)=\mathbf {r_{0}} ,\mathbf {r} (b)=\mathbf {r} .}
선적분이 경로 C에 오직 그 종점 r0와 r을 통해서만 의존한다는 사실은 본질적으로 보존 벡터장의 경로 독립성 속성이다. 선적분의 기본정리는 만약 V가 이 방식으로 정의된다면, F = –∇V가 되어 V가 보존 벡터장 F의 스칼라 퍼텐셜임을 의미한다. 스칼라 퍼텐셜은 벡터장만으로 결정되지 않는다: 실제로 함수에 상수를 더해도 함수의 기울기에는 영향을 미치지 않는다. 만약 V가 선적분으로 정의된다면, V의 모호성은 기준점 r0의 선택에 따른 자유를 반영한다.

## 중력 퍼텐셜 에너지로서의 고도

지구 표면 근처의 균일한 중력장

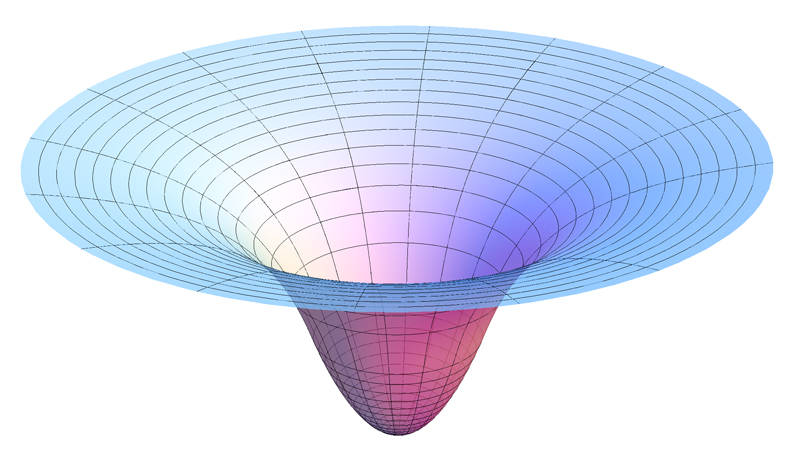
균일한 구형 물체 내부 및 주변의 중력 퍼텐셜의 2차원 단면도. 단면의 변곡점은 물체의 표면에 있다.

한 가지 예는 지구 표면 근처의 (거의) 균일한 중력장이다. 이것은 다음과 같은 퍼텐셜 에너지를 가진다:
{\displaystyle U=mgh}
여기서 U는 중력 퍼텐셜 에너지이고, h는 표면으로부터의 높이이다. 이것은 등고선 지도에서 중력 퍼텐셜 에너지가 고도에 비례한다는 것을 의미한다. 등고선 지도에서 고도의 2차원 음의 기울기는 2차원 벡터장이며, 그 벡터는 항상 등고선에 수직이고 중력 방향에도 수직이다. 그러나 등고선 지도로 표현된 언덕 지역에서는 U의 3차원 음의 기울기는 항상 중력 방향인 F로 곧장 아래를 가리킨다. 그러나 언덕을 굴러 내려가는 공은 언덕 표면의 수직항력 때문에 직접 아래로 움직일 수 없는데, 이 수직항력은 언덕 표면에 수직인 중력 성분을 상쇄한다. 공을 움직이게 하는 데 남아 있는 중력 성분은 표면에 평행하다.
{\displaystyle \mathbf {F} _{\mathrm {S} }=-mg\ \sin \theta }
여기서 θ는 경사 각도이며, 중력에 수직인 FS의 성분은 다음과 같다:
{\displaystyle \mathbf {F} _{\mathrm {P} }=-mg\ \sin \theta \ \cos \theta =-{1 \over 2}mg\sin 2\theta .}
지면에 평행한 이 힘 FP는 θ가 45도일 때 가장 크다.
등고선 지도에서 등고선 사이의 균일한 고도 간격을 Δh라고 하고, 두 등고선 사이의 거리를 Δx라고 하자. 그러면
{\displaystyle \theta =\tan ^{-1}{\frac {\Delta h}{\Delta x}}}
따라서
{\displaystyle F_{P}=-mg{\Delta x\,\Delta h \over \Delta x^{2}+\Delta h^{2}}.}
그러나 등고선 지도에서 기울기는 Δx에 반비례하며, 이는 힘 FP와 유사하지 않다. 등고선 지도에서의 고도는 정확히 2차원 퍼텐셜장이 아니다. 힘의 크기는 다르지만, 등고선 지도뿐만 아니라 등고선 지도로 표현된 지구 표면의 언덕 지역에서도 힘의 방향은 동일하다.

## 부력 퍼텐셜로서의 압력
유체역학에서 평형 상태에 있는 유체는 균일한 중력장이 존재할 경우 중력을 상쇄하는 균일한 부력에 의해 스며든다. 이는 유체가 평형을 유지하는 방식이다. 이 부력은 압력의 음의 기울기이다.
{\displaystyle \mathbf {f_{B}} =-\nabla p.}
부력은 중력과 반대 방향인 위쪽을 향하므로, 유체 내 압력은 아래쪽으로 갈수록 증가한다. 정지한 수중의 압력은 수면 아래 깊이에 비례하여 증가한다. 일정한 압력의 표면은 수면에 평행한 평면이며, 이는 영압력 평면으로 특징지을 수 있다.
액체에 수직 소용돌이(회전축이 표면에 수직인)가 있다면, 소용돌이는 압력장에 함몰을 일으킨다. 소용돌이 내부의 액체 표면은 아래로 당겨지며, 동일한 압력의 모든 표면도 액체 표면에 평행하게 유지된다. 이 효과는 소용돌이 내부에서 가장 강하며, 소용돌이 축으로부터의 거리가 멀어질수록 급격히 감소한다.
유체에 잠겨 유체로 둘러싸인 고체 물체에 대한 유체로 인한 부력은 물체 표면을 따라 음의 압력 기울기를 적분하여 얻을 수 있다:
{\displaystyle F_{B}=-\oint _{S}\nabla p\cdot \,d\mathbf {S} .}

## 유클리드 공간에서의 스칼라 퍼텐셜
3차원 유클리드 공간 {\displaystyle \mathbb {R} ^{3}}에서 비회전 벡터장 E의 스칼라 퍼텐셜은 다음과 같다.
{\displaystyle \Phi (\mathbf {r} )={\frac {1}{4\pi }}\int _{\mathbb {R} ^{3}}{\frac {\operatorname {div} \mathbf {E} (\mathbf {r} ')}{\left\|\mathbf {r} -\mathbf {r} '\right\|}}\,dV(\mathbf {r} ')}
여기서 dV(r')는 r'에 대한 미소 부피 요소이다. 그러면
{\displaystyle \mathbf {E} =-\mathbf {\nabla } \Phi =-{\frac {1}{4\pi }}\mathbf {\nabla } \int _{\mathbb {R} ^{3}}{\frac {\operatorname {div} \mathbf {E} (\mathbf {r} ')}{\left\|\mathbf {r} -\mathbf {r} '\right\|}}\,dV(\mathbf {r} ')}
이 식은 E가 연속이고 무한대에서 점근적으로 0으로 소멸하며 1/r보다 빠르게 감소할 때, 그리고 E의 발산 또한 무한대에서 1/r 2보다 빠르게 감소하며 소멸할 때 성립한다.
다른 방법으로 표현하면,
{\displaystyle \Gamma (\mathbf {r} )={\frac {1}{4\pi }}{\frac {1}{\|\mathbf {r} \|}}}
를 뉴턴 퍼텐셜이라고 하자. 이는 라플라스 방정식의 기본해이며, Γ의 라플라시안은 디랙 델타 함수의 음의 값과 같다:
{\displaystyle \nabla ^{2}\Gamma (\mathbf {r} )+\delta (\mathbf {r} )=0.}
그러면 스칼라 퍼텐셜은 E와 Γ의 합성곱의 발산이다.
{\displaystyle \Phi =\operatorname {div} (\mathbf {E} *\Gamma ).}
실제로, 비회전 벡터장과 회전 불변 퍼텐셜의 합성곱 또한 비회전이다. 비회전 벡터장 G에 대해 다음이 성립함을 보일 수 있다.
{\displaystyle \nabla ^{2}\mathbf {G} =\mathbf {\nabla } (\mathbf {\nabla } \cdot {}\mathbf {G} ).}
따라서
{\displaystyle \nabla \operatorname {div} (\mathbf {E} *\Gamma )=\nabla ^{2}(\mathbf {E} *\Gamma )=\mathbf {E} *\nabla ^{2}\Gamma =-\mathbf {E} *\delta =-\mathbf {E} }
필요한 대로.
더 일반적으로, 다음 공식
{\displaystyle \Phi =\operatorname {div} (\mathbf {E} *\Gamma )}
은 n-차원 유클리드 공간(n > 2)에서 다음으로 주어지는 뉴턴 퍼텐셜과 함께 성립한다.
{\displaystyle \Gamma (\mathbf {r} )={\frac {1}{n(n-2)\omega _{n}\|\mathbf {r} \|^{n-2}}}}
여기서 ωn는 단위 n-구의 부피이다. 증명은 동일하다. 또는 부분 적분 (또는 더 엄밀하게는 합성곱의 속성)을 사용하면
{\displaystyle \Phi (\mathbf {r} )=-{\frac {1}{n\omega _{n}}}\int _{\mathbb {R} ^{n}}{\frac {\mathbf {E} (\mathbf {r} ')\cdot (\mathbf {r} -\mathbf {r} ')}{\|\mathbf {r} -\mathbf {r} '\|^{n}}}\,dV(\mathbf {r} ').}

## 같이 보기
- 선적분의 기본정리
- 벡터 해석의 기본 정리
- 등퍼텐셜 (등전위) 선 및 표면

## 내용주
1. ↑  이 방정식의 두 번째 부분은 데카르트 좌표에서만 유효하며, 원통 좌표 또는 구형 좌표와 같은 다른 좌표계는 기울기의 기본 정리에서 파생된 더 복잡한 표현을 가질 것이다.